# James Browning

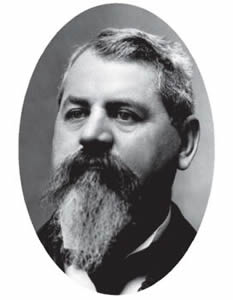
James Browning

James Nathan Browning (* 13. März 1850 im Clark County, Arkansas; † 9. November 1921 in Amarillo, Texas) war ein US-amerikanischer Politiker. Zwischen 1899 und 1903 war er Vizegouverneur des Bundesstaates Texas.

## Werdegang
James Browning besuchte die öffentlichen Schulen seiner Heimat. Durch den Bürgerkrieg wurde der Unterricht beeinträchtigt, aber er hat sich auch selbst einiges Wissen angeeignet. 1866 kam er nach Texas, wo er für ein Jahr im Stephens County als Cowboy arbeitete. Danach betrieb er zusammen mit einem Partner in Fort Griffin eine Ranch. Nach einem gleichzeitigen Jurastudium und seiner 1876 erfolgten Zulassung als Rechtsanwalt begann er in diesem Beruf zu arbeiten. Bald darauf wurde er für zwei Jahre Bezirksstaatsanwalt im Shackelford County. Außerdem unterrichtete er an Sonntagsschulen. Im Jahr 1881 wurde Browning Staatsanwalt im 35. Gerichtsbezirk von Texas.
Politisch schloss sich Browning der Demokratischen Partei an. Zwischen 1883 und 1888 sowie nochmals in den Jahren 1891 und 1892 saß er im Repräsentantenhaus von Texas. Dort leitete er zeitweise den Justizausschuss. 1898 wurde er an der Seite von Joseph D. Sayers zum Vizegouverneur seines Staates gewählt. Dieses Amt bekleidete er nach einer Wiederwahl zwischen 1899 und 1903. Dabei war er Stellvertreter des Gouverneurs und Vorsitzender des Staatssenats. Nach seiner Zeit als Vizegouverneur praktizierte Browning wieder als Anwalt. Er wurde auch Vorstandsmitglied der University of Texas. Zwischen 1906 und 1914 war er als Bezirksrichter tätig. Browning war auch Mitglied der Freimaurer. Er starb am 9. November 1921 in Amarillo, wo er seit 1896 gelebt hatte.